# Бруну Гашпар
Бруну Гашпар (порт. Bruno Gaspar, нар. 21 квітня 1993, Евора) — ангольський футболіст португальського походження, правий захисник клубу «Спортінг» (Лісабон) і національної збірної Анголи. На правах оренди виступає за клуб MLS «Ванкувер Вайткепс».

## Клубна кар'єра
Народився 21 квітня 1993 року в місті Евора. Вихованець столичної «Бенфіки», в юнацькій структурі якої провів 13 років. На момент випуску першу команду «орлів» очолював Жорже Жезуш, а на позиції правого захисника у нього були уругваєць Максі Перейра і орендований у «Атлетіко» Сілвіу.
Через це професійну кар'єру Гашпар розпочав у Бенфіці Б, дебютувавши у Сегунді 6 січня 2013 року у матчі проти «Санта-Клари». У другій команді Гашпар конкурував за місце в основі з Нелсоном Семеду, причому вигравав конкуренцію, грав частіше, але в підсумку Семеду перейшов до головної команди лісабонців і згодом був проданий в «Барселону», а Гашпар так і не пробився до першої команди «Бенфіки».
Бруну після півтора років виступу за дубль «червоних» в Сегунді був орендований «Віторією» (Гімарайнш) і в 21 рік дебютував в Прімейрі 14 вересня 2014 року в грі проти «Порту» (1:1). У дебютному сезоні він відіграв 24 матчі у чемпіонаті (майже всі — без замін), за цей час віддав одну результативну передачу, голів не забив, зате відзначився десятьма жовтими картками і одним видаленням.
Влітку 2015 року Гашпар підписав повноцінний контракт з «Віторією», покинувши «Бенфіку» вільним агентом. Другий сезон на рівні вищого дивізіону був для нього куди більш рівномірним і переконливим — 28 матчів, причому всі зі стартового і до фінального свистка, два асисти і лише два «гірчичника». Проте найкращим для Бруну Гашпара можна назвати останній третій сезон у клубі. Він провів ті ж 28 матчів чемпіонату, видав 5 асистів, але знову мав проблеми з дисципліною — 8 жовтих карток. Тим не менш його команда дійшла до фіналу Кубка Португалії (він сам провів всі шість матчів турніру, в тому числі і фінальний, і видав одну результативну передачу), де програла «Бенфіці» (1:2).
У червні 2017 року Гашпар перейшов у італійську «Фіорентину», що виклала за захисника 4 млн.євро, підписавши контракт до літа 2022 року. Трансфер Гашпара став першим підписанням тренера Стефано Піолі, хоча, можна, припустити, що цей перехід був напрацюванням його попередника, португальця Паулу Соузою. На той момент у «Фіорентині», крім Гашпара, було ще два правих захисника. Починав сезон основним на цій позиції Ненад Томович, але в останній день літа його відправили в оренду в «К'єво». Після цього Гашпар став конкурувати за місце в старті з французом Венсаном Лоріні. У перших 14 турах Серії А Гашпар відіграв вісім матчів, але тільки в п'яти виходив в основі і сумарно провів на полі 544 хвилини і відзначився двома асистами. Загалом за сезон, проведений в Італії, взяв участь у 19 іграх в усіх турнірах.
У червні 2018 року повернувся на батьківщину, уклавши п'ятирічний контракт з лісабонським «Спортінгом». У цій команді також не зміг стати гравцем основного складу і влітку 2019 року був відданий в оренду до грецького «Олімпіакоса».

## Виступи за збірні
2008 року дебютував у складі юнацької збірної Португалії, взяв участь у 13 іграх на юнацькому рівні, відзначившись одним забитим голом.
2014 року залучався до складу молодіжної збірної Португалії. На молодіжному рівні зіграв у 6 офіційних матчах.
Не маючи реальних перспектив пробитися до головної португальської збірної, 2019 року прийняв пропозицію захищати на рівні національних збірних кольори своєї історичної батьківщини і у червні того ж року дебютував за збірну Анголи. У її складі був учасником тогорічного Кубка африканських націй.
| Дата       | Місто    | Господарі  | Результат | Гості        | Турнір                                   | Голи | Примітки |
| ---------- | -------- | ---------- | --------- | ------------ | ---------------------------------------- | ---- | -------- |
| 08-06-2019 | Пенафієл | Ангола     | 2 – 0     | Гвінея-Бісау | товариський матч                         | -    | 61'      |
| 24-06-2019 | Суец     | Туніс      | 1 – 1     | Ангола       | Кубок африканських націй 2019 - 1-й етап | -    |          |
| 29-06-2019 | Суец     | Мавританія | 0 – 0     | Ангола       | Кубок африканських націй 2019 - 1-й етап | -    | 53'      |
| 02-07-2019 | Ісмаїлія | Ангола     | 0 – 1     | Малі         | Кубок африканських націй 2019 - 1-й етап | -    | 29'      |
| Усього     |          | Матчів     | 4         |              | Голів                                    | 0    |          |

## Титули і досягнення
- Володар Кубок Португалії (1):

«Спортінг» (Лісабон): 2018-19
- Володар Кубок португальської ліги (1):

«Спортінг» (Лісабон): 2018-19
- Чемпіон Греції (1):

«Олімпіакос»: 2019-20